# Tejah Timur
Tejah Timur is een bestuurslaag in het regentschap Pamekasan van de provincie Oost-Java, Indonesië. Tejah Timur telt 3184 inwoners (volkstelling 2010).